# Thera kurilaria
Thera kurilaria là một loài bướm đêm trong họ Geometridae.